# Kwasooporność
Kwasooporność – właściwość bakterii związana z budową ściany komórkowej polegająca na nieodbarwianiu się pod wpływem kwasów. 
Właściwość tę wykazuje większość prątków oraz rodzaj Nocardia. Wynika to z dużego udziału w ich ścianie komórkowej kwasów mikolinowych o długich łańcuchach alifatycznych
Aby ustalić kwasooporność bakterii stosuje się barwienie metodą Ziehla-Neelsena. Paul Ehrlich zaobserwował w 1882 roku, że prątki gruźlicy nie odbarwiają się pod wpływem kwasów z barwników anilinowych.